# Wigan
Wigan es una ciudad del noroeste de Inglaterra, en el condado metropolitano del Gran Mánchester. Tradicionalmente, y en cuestiones de correo postal, está aún en el condado histórico y geográfico de Lancashire. Es la mayor ciudad del Distrito Metropolitano de Wigan, con una población de 90.000 habitantes. 
La ciudad más próxima es Bolton y otras poblaciones lindantes son St Helens y Warrington. Wigan es equidistante con Preston, Liverpool y Mánchester.

## Historia
Desde 2004, la ciudad de Wigan se divide en 25 entidades locales menores de la zona metropolitana con 3 concejales cada uno. Los cinco barrios son: Douglas, Pemberton, Central Wigan, Wigan Occidental y Mesnes Worsley.
Wigan es una ciudad que forma parte de Gran Mánchester, Inglaterra. Se encuentra en la orilla del río Douglas, 7.9 millas (13 km) al suroeste de Bolton, 10 millas (16 km) al norte de Warrington y 16 millas (25,7 km) al oesnoroeste de Mánchester. Wigan es el mayor asentamiento en el Municipio Metropolitano de Wigan y es su centro administrativo. La población total era de 81.203 en 2001, mientras que el municipio en general tiene una población de 305.600. La ciudad es la sede de la Gran Mánchester Autoridad, el máximo órgano de nivel administrativo de Gran Mánchester.
Históricamente la ciudad formaba parte de Lancashire, en la antigüedad clásica fue en el territorio de los brigantes, una antigua tribu celta que gobernó gran parte del norte de Inglaterra. Los brigantes fueron sometidos en la conquista romana de Gran Bretaña durante el siglo I, y se conoce que el asentamiento romano de Coccium se estableció la ciudad de Wigan. Los primeros documentos que atestiguan a Wigan como ciudad datan de 1246 tras la publicación de una carta por el rey Enrique III de Inglaterra. Al final de la Edad Media fue uno de los cuatro condados de Lancashire que poseían cartas reales, los otros eran de Lancaster, Liverpool y Preston.
Durante la Revolución Industrial la ciudad experimenta una espectacular expansión económica y un rápido aumento de la población. Aunque la fabricación de porcelana y relojería había sido la principal industrias de la ciudad, se empezó a conocer como ciudad del molino y como uno de los principales distritos mineros del carbón. La primera mina de carbón se estableció la ciudad en 1450 y en su pico había sobre 1000 pozos a cielo a unas 5 millas (8 km) del centro de la ciudad. La minería fue tan extensa que un concejal señaló que "una mina de carbón en el patio trasero no era raro en Wigan". La minería del carbón cesó durante la última parte del siglo XX. En 1974, Wigan se convirtió en una parte de Gran Mánchester.
Wigan Pier, el nombre con el que se conoce al área del Canal de Leeds y Liverpool, se hizo famoso por el escritor George Orwell. En su libro, El camino a Wigan Pier, Orwell, quien residió en la población en 1936, destacó los trabajadores pobres y las condiciones de vida de los habitantes locales durante la década de 1930. Tras el declive de las actividades industriales en la región, la colección de Wigan Pier de almacenes y muelles se convirtió en un centro de patrimonio local y barrio cultural. 
El Estadio DW es el campo de los Wigan Warriors y del Wigan Athletic Football Club. Gracias a lo novedoso de sus instalaciones y a los 25.000 asientos, el DW Stadium es considerado como uno de los mejores estadios de la liga de rugby del país. El Wigan Athletic FC actualmente disputa la EFL One, la tercera categoría del fútbol nacional.

## Curiosidades
- Es los años 70 fue un importante foco de la escena Northern Soul siendo el Wigan Casino uno de los clubs míticos del movimiento, elegido mejor club del mundo en 1980.
- Es la ciudad de origen de la banda The Verve
- Su equipo de fútbol es el Wigan Athletic.
- Los Wigan Warriors son el equipo de rugby league más laureado de Europa.
- La obra de George Orwell, El camino a Wigan Pier, está ambientada en esta ciudad en los años 30.